# Philippe Villiers de L'Isle-Adam
Philippe de Villiers de L'Isle-Adam (1464 – 21. srpna 1534) byl francouzský šlechtic a voják, v letech 1521–1534 velmistr Řádu johanitů, přezdívaných také běžně jako rhodští rytíři, protože středisko řádu se tehdy nacházelo na ostrově Rhodos.
Po zvolení převorem pro auvergneský jazyk se v roce 1521 stal velmistrem celého řádu. Na jeho příkaz se pokračovalo v zesilování obrany ostrova; opevnění poškodilo předchozí obléhání roku 1480 které johanité odrazili, a zemětřesení následujícího roku. Zároveň vyslal prosbu o pomoc do Evropy. Přišli však pouze benátští vojáci z Kréty.
26. června 1522 připluly turecké lodě, o dva dny později se vylodilo okolo 100,000 tureckých vojáků pod velením sultána Sulejmana I. V počtu 600 rytířů a 4 500 vojáků půl roku vzdorovalo. Sultán se zachoval rytířsky. Nabídl obráncům, kterým nepřišla žádná posila, čestné příměří bez kapitulace, a obyvatelům ostrova možnost odejít, pokud nechtěli žít v osmanské říši. Velmistr nabídku přijal. 1. ledna 1523 zbytek obránců a několik tisíc civilistů odplulo na padesáti lodích na Krétu.
Philippe de Villiers de L'Isle-Adam pak vedl řád během let, kdy neměl stálý domov, a stěhoval se z Kandie na Krétě do Messiny, Viterba a v letech 1527–1529 do Nice. V roce 1530 pak de L'Isle-Adam získal ostrovy Malta a Gozo a město Tripolis jako léno od Karla V. Od té doby se řád přezdívá maltézští rytíři.
Villiers de L'Isle-Adam zemřel na Maltě 21. srpna 1534 a je pohřben v pevnosti St. Angelo. Jeho přímým potomkem byl francouzský prokletý básník Auguste Villiers de l'Isle-Adam.